# Брасюк Гордій Іванович
Гордій Іванович Брасюк (нар. 2 січня 1899 , с. Лука Троянівська волость, Житомирський повіт, Волинська губернія — влітку 1944, Казахстан) — український письменник-прозаїк та кіносценарист доби «розстріляного відродження».

## Життєпис
Народився Гордій Брасюк 21 грудня 1898 року (2 січня 1899 р. за новим стилем) у селі Лука Троянівської волості Житомирського повіту Волинської губернії. Нині це Житомирський район в однойменній області. Батько Іван Петрович Брасюк був церковним старостою, був не грамотним. Крім обов'язків старости, займався пасікою, городиною, робив діжки. Мати Мотря Василівна виростила шестеро дітей, поралася по господарству біля хати, ніколи не бувала навіть у Житомирі. Проте пішки ходила молитися в Київ у Печерську Лавру.
Гордій відмінно закінчив церковно-приходську школу. Рік навчався в реальному училищі у Житомирі. Потім перевівся до Житомирського комерційного училища, яке очолював брат композитора Бориса Лятошинського. Сім'я Лятошинських справила великий вплив на формування внутрішнього світу Гордія Брасюка: він бував у них удома, користувався їх бібліотекою, відвідував літературно-музичні вечори. Тут він познайомився з творами Тараса Шевченка, Лесі Українки, Михайла Коцюбинського.
В училищі його як відмінника звільнили від сплати за навчання. Під час навчання він займався репетиторством, співав у церковному хорі, бо надавалась можливість харчуватися при монастирі.
1917 року Гордій Брасюк став членом товариства «Просвіта», яке відновила свою діяльність у Житомирі в той час, та брав активну участь у її заходах. 1919 року закінчив училище, отримавши фах бухгалтера.
В період Української революції підтримував Центральну раду, пішов добровольцем до Армії УНР. Служив інспектором господарської частини військового лазарету: забезпечував харчами, постільною білизною, медикаментами поранених і хворих вояків петлюрівської армії, а під час відступу — евакуйовував шпиталь у безпечне місце. Після відступу армії УНР на польську територію йому довелося переховуватися селами Житомирщини, працюючи на різних посадах, зокрема сільським учителем.
Після закінчення громадянської війни Гордій Брасюк вступив до Київського інституту народної освіти. Під час навчання пристав до літературного угруповання «Ланка», пізніше перейменовану на МАРС.
Окрім товаришів по МАРСу він був знайомим з письменниками Миколою Бажаном, Миколою Хвильовим, Іваном Багряним, Костянтином Гамсахурдія, режисерами і сценаристами Київської кінофабрики, де пише кіносценарії.
Його оповідання друкують літературно-мистецькі журнали «Червоний шлях», «Нова громада», «Життя й революція», «Плуг», «Глобус» та інші. Друкуються книги: «Безпутні» (1926), «В потоках» (1927), «Устинка» (1929), «Донна Анна» (1929), «Сни і дійсність» (1930).
Пролеткультівська критика вважає твори натуралістичними, міщанськими, такими, що не сприяють соціалістичному будівництву. Особливо критикувався роман «Донна Анна» за «дрібнотем'я» й «натуралістичні тенденції».

### Репресії
Гордія Брасюка заарештовано ДПУ 1930-го року.
Йому було інкриміновано участь в діяльності організації «Просвіти», службу в армії УНР, і зв'язок з грузинським письменником Костянтином Гамсахурдія. Також слідчими його було звинувачено в тому що його твори «нічого спільного не мають з пролетарською творчістю… розраховані виключно на темні і міщанські верстви населення». Усе це вилилося у статті 54-10 і 54-12 Кримінального кодексу. Злочини, передбачені цими статтями означали: агітацію і пропаганду із закликом до повалення, підриву або послаблення радянської влади чи до вчинення окремих контрреволюційних злочинів і за недонесення про певно відомий і підготовлений або вчинений контрреволюційний злочин. Вирок у справі було винесено 9 листопада 1931 року, письменник отримав п'ять років концтаборів.
Гордій Брасюк став одним з перших репресованих українських письменників «розстріляного відродження».
Свій термін ув'язнення Брасюк відбув у концтаборах Казахстану — Карлагу та на будівництві Біломорканалу.
Після звільнення повернувся до дружини у Запоріжжя. Але не маючи ні роботи, ні власного житла, подружжя виїхало до Алмати. Гордій Брасюк влаштувався в плановиком, а дружина — в редакції газети на будівництві Турксибу.
1937 року, передчуваючи загрозу арешту, подружжя виїхало в Петровськ Саратовської області. Пробувши там близько року, в листопаді 1938 року знову повернулися до Запоріжжя. Тут Брасюк влаштувався плановиком-економістом у «Харчопромспілку», де обійняв посаду завідувача відділу. Дружина ж влаштувалася в новостворену газету «Комсомолець Запоріжжя».
27 червня 1941 року, через п'ять днів від початку радянсько-німецької війни, Гордія Брасюка було знову заарештовано, як потенційного ворога, без звинувачень. Дружину Тетяну як «дружину ворога народу» відразу було звільнено з газети. Серед вилучених при обшуку речей зазначено рукопис роману «Чечель» (773 сторінки) і чотири зшитки рукописів. Рукописи зникли.
У протоколі допиту було записано слова Гордія Брасюка: «Я стояв за Центральну Раду тому, що вважав її рідною національною владою».
Особлива нарада при НКВС СРСР присудила йому 10 років виправно-трудових таборів.
З пересильної уфимської тюрми у січні 1942 року Гордія Брасюка етаповано на північ Свердловської області, до табору Івдельлаг. Там він тяжко захворів і його «звільнили» з табору помирати.
Дістатися України він не міг, тому поїхав до Казахстану. Тяжко хворий у червні 1944 року потрапив до районної лікарні в Новотроїцьку, за 10 км від станції Чу Джамбульської області). Звідти Гордій Брасюк написав сестрам додому листа з проханням про допомогу. Лист прийшов з великим запізненням, проте кошти було зібрано й вислано на адресу лікарні. Але відповіді отримано не було. На запит дружини головний лікар відповів, що за книгами запису, такий хворий не значиться, хоча в листі до сестер Гордій вказав навіть номер палати.
В радянський період твори Брасюка лишалися під забороною.
У серпні 1989 року справу Гордія Брасюка переглянуто прокуратурою Запорізької області. Відповідно до статті І Указу Президії Верховної Ради СРСР «Про додаткові заходи по відновленню справедливості щодо жертв репресій, які мали місце в період 30-40-х і початку 50-х років», його було реабілітовано посмертно.

## Родина
Дружина — Тетяна Василівна Мануйлович. Донька — Галина, народилася 1937 року в місті Петровськ, Саратовської області.